# Spanaway
Spanaway az Amerikai Egyesült Államok északnyugati részén, Washington állam Pierce megyéjében elhelyezkedő statisztikai település. A 2010. évi népszámlálási adatok alapján 27 227 lakosa van.

## Története
A térségben a Hudson’s Bay Company leányvállalata, a Pugets Sound Agricultural Company állattartással foglalkozott; a farm vállalati térképeken és jelentéseken „Spanueh Station” néven szerepelt. A Spanueh név a lushootseed nyelvű „spadue” kifejezés régebbi alakja, melynek jelentése „kiásott gyökerek”. A módosulás oka, hogy az 1800-as években a lushootseed nyelvből annak átalakulása során több nazális hang is eltűnt.
Az első fehér telepes Henry de la Bushalier volt, aki a települést saját magáról kívánta elnevezni. Az 1890-es években a Lake Park Land, Railway and Improvement Company a Lake Park nevet választotta. A nemzeti park 1899-es megnyitásakor a turisták a Lake Park-i vasútállomástól két nap alatt juthattak el a Rainier-hegyhez. 1893-tól eatonville-i éjszakai megállással postakocsival lehetett célbajutni.

## Népesség
A település népességének változása:
| Lakosok száma | 5768 | 8868 | 15 001 | 21 588 | 27 227 | 35 476 |
|               | 1970 | 1980 | 1990   | 2000   | 2010   | 2020   |

## Oktatás
Spanaway iskoláinak fenntartója a Betheli Tankerület. A Bethel Baptist Christian School egyházi fenntartású intézmény.

## Nevezetes személyek
- Derrike Cope, autóversenyző[8]
- Jerry Cantrell, zenész[9]
- Jo Koy, humorista[10]
- Mike Blowers, baseballozó[11]
- Rick Story, harcművész[12]

## Fordítás
- Ez a szócikk részben vagy egészben  a   Spanaway, Washington című angol Wikipédia-szócikk ezen változatának fordításán alapul.  Az eredeti cikk szerkesztőit annak laptörténete sorolja fel. Ez a jelzés csupán a megfogalmazás eredetét és a szerzői jogokat jelzi, nem szolgál a cikkben szereplő információk forrásmegjelöléseként.